# Histoire de l'animation ukrainienne
 (mars 2021).
L'histoire de l'animation ukrainienne, qui a commencé à la fin des années 1920, fait partie de la cinématographie ukrainienne et a impliqué plusieurs techniques, comme le tournage image par image, le time lapse ou les images en trois dimensions.

## L'ère soviétique
L'histoire de l'animation ukrainienne a commencé en 1927, lorsque Vyacheslav Vyacheslavovich Lewandowski de l' Administration photo-cinématographique panukrainienne à Odessa a créé le dessin animé de marionnettes "Le conte du taureau de paille",  basé sur le conte de fées du même nom d'Oleksandr Oles . Cependant, le film est maintenant perdu, et les seules parties que nous en connaissons étaient quelques plans décrits par Oleksandr Shimon, une personne qui a regardé le film:

« We saw several cartoon characters, small paper figures of animals, consisting of hinged parts. They still amaze us with their expressiveness and filigree, and how they perfectly reproduce the illusion of movement. »

— Oleksandr Shimon
Les événements qui ont suivi pendant la Seconde Guerre mondiale et l'Holodomor ont pratiquement détruit cette forme d'art. En 1934, également à Odessa, de jeunes animateurs ont créé le premier film d'animation graphique ukrainien, Murzilka en Afrique, sur un personnage de conte de fées nommé Murzilka qui se rend en Afrique pour sauver une fille nommée Kane de l'oppression et de la cruauté. Un an plus tard sort Tuk-Tuk et son ami Zhuk, filmé par deux des étudiants de Lewandowski: Semyon Guetsky et Eugene Gorbach. Les aventures d'un garçon nommé Tuk-Tuk et de son chien Zhuk ont été la première tentative de créer un personnage en série. Cependant, l'oppression et la guerre en cours ont diminué la base d'animation dans le pays. Par conséquent, le développement de l'animation ukrainienne a été interrompu puis repris dans les années 1950, lorsque l'animateur Ipolyt Lazarchuk a recommencé à créer des animations. Il était en partie responsable de la renaissance de l'animation ukrainienne. Le film The Adventures of Pepper est sorti en 1961, réalisé par une équipe qui n'avait apparemment pas d'expérience dans l'animation avant la réalisation de The Adventures of Pepper. Le dessin animé raconte l'histoire de Pepper, un employé du magazine qui est approché par des animaux souffrant de braconniers qui polluent également la forêt et la rivière. En 1967, le studio de cinéma Kievnauchfilm a reçu une lettre d'un résident maintenant inconnu de Zaporijjia, le présentant pour faire un film intitulé Comment les cosaques ont cuisiné kulish, et le succès du film, maintenant repensé sous forme de dessin animé, une fois sorti a lancé le coup d'envoi de la Franchise d'animation cosaques en Ukraine.

« Volodymyr Dakhno drew a long stick for me and said that it was the cossack Grai, the big circle was the strongman Tur, the small one was the agile Oko. As an animator, I made characters out of his ideas. He created faces for them, grew bodies. He made them what everyone knows them today. By the way, not everyone knows that at first there was an idea to make a feature film about the Cossacks, but nothing came of this idea. As a result, they decided to make a cartoon. Nobody thought that something serious could come out of it. »

— Eduard Kirich, un artiste et dessinateur des Cosaques
D'autres dessins animés de la série comprenaient Comment les cosaques jouaient au football, Comment les cosaques ont libéré les épouses, Comment les cosaques achetaient du sel, Comment les cosaques sont devenus des olympiens, Comment les cosaques ont aidé les mousquetaires et Comment les cosaques ont joué au hockey. Il y avait 9 dessins animés au total.
En 1976, la première série de dessins animés Les aventures du capitaine Wrongel est devenue l'un des dessins animés les plus connus de l'Union soviétique, autour d'un capitaine de mer qui participe à une régate liée à un vol dans un musée célèbre. Le dessin animé Kapitoshka sur les relations amicales est sorti en 1980. En 1981, le dessin animé Alice in the Country est sorti.
En 1984, le studio Kievnauchfilm a tourné le dessin animé How Petryk Pyatochkin Called Elephants, écrit par l'écrivain pour enfants Natalia Guzeeva.
Au début des années 1990, en raison de l'effondrement de l'URSS, les archives de Kievnauchfilm ont été complètement détruites. Les fonctionnaires du ministère ukrainien de la Culture ont apparemment détruit les traces des vieux films soviétiques. Des écrans de veille et des croquis pour les films déjà tournés et les futurs scripts sont tout ce qui reste de l'héritage soviétique de l'animation ukrainienne.